# サッカーアイルランド共和国代表
サッカーアイルランド共和国代表（サッカーアイルランドきょうわこくだいひょう、英: Republic of Ireland national football team、愛: Foireann sacair náisiúnta Phoblacht na hÉireann）は、フットボール・アソシエーション・オブ・アイルランド（FAI）によって構成される、アイルランドのサッカーのナショナルチームである。
一般的には「サッカーアイルランド代表」と呼称されるが、1922年にアイルランド自由国が成立する以前のアイルランド全域を代表したナショナルチームのアイルランド代表、およびその後継であるサッカー北アイルランド代表と区別するため、ここでは「en:Republic of Ireland national football team」に倣って項目名を『サッカーアイルランド共和国代表』とする。

## 概要

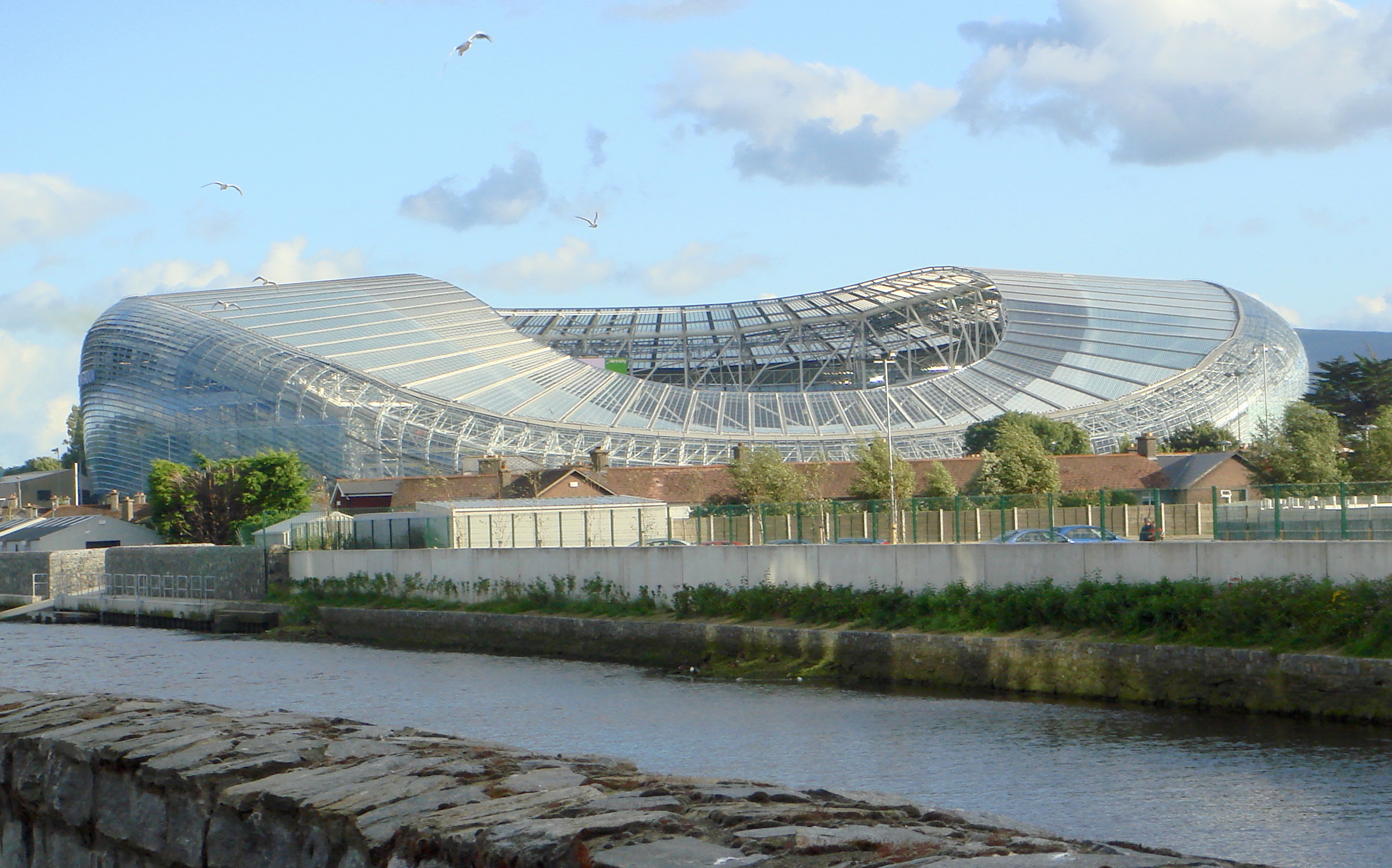
アビバ・スタジアム

ユニフォームの色は緑。国旗の色であり、アイルランドにキリスト教を伝えた聖パトリックが三位一体を説いたときに使用したシャムロックの色である。このシャムロックはアイルランド代表のシンボルになっている。また、ホームゲームは原則としてダブリンにあるアビバ・スタジアム（旧名ランズダウン・ロード）で開催している。なお、ランズダウン・ロードが改修中の時期は、ゲーリック体育協会が所有するクローク・パークを一時的に使用していた。

### 選手の選考
アイルランドは小国であり、または有望な選手が少年期よりイングランドやスコットランドのチームのユースにスカウトされて海外に渡ってしまうため、代表選手には国内でプレーする選手がほとんどいない。国内リーグの規模や予算も小さなもので、トップの数チームを除けばセミプロ状態のチーム・選手がほとんどである。なお、ほとんどの代表選手は国内リーグを経ずに直接イングランドのプレミアリーグおよびその下部組織から選手生活を始める。いずれにせよ、何人かの代表選手はイングランド生まれ、イングランド育ちの選手ではあるが、アイルランド系の選手を積極的に発掘するという方針により、多くのイギリス国籍の選手がアイルランド代表に招集されている。
2002年日韓W杯の直前キャンプにおけるチーム内部の衝突の原因の一つも、アイルランド系イギリス人である監督のミック・マッカーシーとその出自に不満を抱くアイルランド生まれ・アイルランド育ちでもある主将のロイ・キーンとの対立であった（サイパン事件）。国内リーグの人気は低く、ほとんどのアイルランド人は隣国のプレミアリーグ（中でもアイルランドとのつながりが強いリヴァプールFCやマンチェスター・ユナイテッドFC）、およびスコットランドのケルト系チームであるセルティックFCに熱狂している。

### サポーター
W杯や欧州選手権などでのアイルランドサポーターの多さは有名である。アイルランドは人口500万人程度の小国にもかかわらず、地元での試合ばかりか敵地や中立地での試合にも多くのサポーターが観戦に訪れる。二三四拍子での「アイルランドコール」や、好プレーには大きな拍手を送るなど、アイルランドサポーターの応援スタイルは隣国のイングランドとほぼ同じといっていい。つまり、暴力沙汰を起こす事はなく他国サポーターにも非常に友好的なため、各方面で絶賛される事が多い。

## 歴史

### 代表チームの誕生
現在、アイルランドに相当するアイルランド26県が英愛条約によってアイルランド自由国としてイギリスから分離したのは1922年である。それ以前はアイルランド全島で、統一された協会アイリッシュ・フットボール・アソシエーション（IFA）と「アイルランド代表」を有していた。しかし、アイルランド26県がイギリスから分離したため、これらの地域では英愛条約締結後の1921年にアイリッシュ・フットボール・アソシエーションから分離したサッカー協会が設立された。これがフットボール・アソシエーション・オブ・アイルランド(FAI)である。
一方でアイリッシュ・フットボール・アソシエーションはイギリスに残ったアルスター6県で存続したため、それまでの協会とその協会によって編成されていた「アイルランド代表」の経歴はIFAと、「北アイルランド代表」と呼称されることになったナショナルチームに継承されることになった。
アイルランド自由国では独立後も、条約容認派と反対派によってアイルランド内戦が引き起こされ情勢が安定しなかった。国内情勢が影響したことから国際試合の開催は遅れに遅れ、1926年3月21日に初めての国際試合がダブリンで開催された。相手はイタリアでこの試合でアイルランド自由国代表は0-3で敗れたが、これが新興国家アイルランド自由国代表の第一歩であった。

### 国際大会への挑戦
その後アイルランド自由国は1937年に「エール」、1949年にはイギリス連邦から完全に独立して「アイルランド共和国」に国名を変更した。この間絶え間なく国際大会への挑戦が続いていたが、ことごとく退けられていた。
W杯は1990年のイタリア大会で本大会初出場を決め、ベスト8入りを果たした。1994年のアメリカ大会でもベスト16入り。1998年・フランス大会では予選プレーオフでベルギーに敗れ、3大会連続本大会出場はならなかったものの、2002年・日韓共催大会の予選でポルトガル、オランダと同じグループという激戦区の中、オランダを蹴落としてグループ2位となりプレーオフに回る。プレーオフではアジア予選第3位のイランと対戦し、1勝1敗ながら合計スコア2-1で上回り2大会ぶりの本大会出場権獲得。本大会のグループリーグではドイツ、カメルーンという、またしても激戦区を突破。決勝トーナメント一回戦ではスペインと対戦、1-1で延長戦でも決着せずPK戦にまでもつれたが2-3で敗退した。2006年・ドイツ大会の予選では、フランス、スイスなどと同組になり、イスラエルの躍進で激戦区となった。結果、2位とは勝ち点1差の4位で敗退した。
2010年・南アフリカ大会の予選では、前回優勝国のイタリアと2試合とも引き分けるなど健闘し、グループ2位でプレーオフへ回った。そのプレーオフではフランスと対戦したが、1勝1敗に終わる。総得点数ならびにアウェーゴール数も並んだため延長戦にもつれ込んだが、その延長前半に相手の「決勝ゴール」を許し、2大会ぶりの本大会出場を逃した。だが、その「決勝ゴール」はフランスFWティエリ・アンリの左手に当たってのアシストによるものだったことが確認されており、これが物議となった。その後2014年大会、2018年大会、2022年大会はともに欧州予選で敗退している。
UEFA EURO（欧州選手権）は1988年・西ドイツ大会で初出場し、グループステージ最終戦で引分以上なら準決勝進出だったが優勝したオランダを相手に0－1で敗れ、敗退した。以降、5大会続けて予選敗退となったが、2012年ウクライナ・ポーランド共催大会で6大会ぶりに本大会出場権を獲得した。しかし、本大会では3連敗でグループリーグ敗退となった。2016年フランス大会も2大会連続で本大会に出場し、初めてグループリーグを突破したもののベスト16でフランスに敗れた。

## 成績

### FIFAワールドカップ
| 開催国 / 年 | 成績     | 試       | 勝       | 分       | 負       | 得       | 失       |
| ----------- | -------- | -------- | -------- | -------- | -------- | -------- | -------- |
| 1930        | 不参加   | 不参加   | 不参加   | 不参加   | 不参加   | 不参加   | 不参加   |
| 1934        | 予選敗退 | 予選敗退 | 予選敗退 | 予選敗退 | 予選敗退 | 予選敗退 | 予選敗退 |
| 1938        | 予選敗退 | 予選敗退 | 予選敗退 | 予選敗退 | 予選敗退 | 予選敗退 | 予選敗退 |
| 1950        | 予選敗退 | 予選敗退 | 予選敗退 | 予選敗退 | 予選敗退 | 予選敗退 | 予選敗退 |
| 1954        | 予選敗退 | 予選敗退 | 予選敗退 | 予選敗退 | 予選敗退 | 予選敗退 | 予選敗退 |
| 1958        | 予選敗退 | 予選敗退 | 予選敗退 | 予選敗退 | 予選敗退 | 予選敗退 | 予選敗退 |
| 1962        | 予選敗退 | 予選敗退 | 予選敗退 | 予選敗退 | 予選敗退 | 予選敗退 | 予選敗退 |
| 1966        | 予選敗退 | 予選敗退 | 予選敗退 | 予選敗退 | 予選敗退 | 予選敗退 | 予選敗退 |
| 1970        | 予選敗退 | 予選敗退 | 予選敗退 | 予選敗退 | 予選敗退 | 予選敗退 | 予選敗退 |
| 1974        | 予選敗退 | 予選敗退 | 予選敗退 | 予選敗退 | 予選敗退 | 予選敗退 | 予選敗退 |
| 1978        | 予選敗退 | 予選敗退 | 予選敗退 | 予選敗退 | 予選敗退 | 予選敗退 | 予選敗退 |
| 1982        | 予選敗退 | 予選敗退 | 予選敗退 | 予選敗退 | 予選敗退 | 予選敗退 | 予選敗退 |
| 1986        | 予選敗退 | 予選敗退 | 予選敗退 | 予選敗退 | 予選敗退 | 予選敗退 | 予選敗退 |
| 1990        | ベスト8  | 5        | 0        | 4        | 1        | 2        | 3        |
| 1994        | ベスト16 | 4        | 1        | 1        | 2        | 2        | 4        |
| 1998        | 予選敗退 | 予選敗退 | 予選敗退 | 予選敗退 | 予選敗退 | 予選敗退 | 予選敗退 |
| 2002        | ベスト16 | 4        | 1        | 3        | 0        | 6        | 3        |
| 2006        | 予選敗退 | 予選敗退 | 予選敗退 | 予選敗退 | 予選敗退 | 予選敗退 | 予選敗退 |
| 2010        | 予選敗退 | 予選敗退 | 予選敗退 | 予選敗退 | 予選敗退 | 予選敗退 | 予選敗退 |
| 2014        | 予選敗退 | 予選敗退 | 予選敗退 | 予選敗退 | 予選敗退 | 予選敗退 | 予選敗退 |
| 2018        | 予選敗退 | 予選敗退 | 予選敗退 | 予選敗退 | 予選敗退 | 予選敗退 | 予選敗退 |
| 2022        | 予選敗退 | 予選敗退 | 予選敗退 | 予選敗退 | 予選敗退 | 予選敗退 | 予選敗退 |
| 合計        | 出場3回  | 13       | 2        | 8        | 3        | 10       | 10       |

### UEFA欧州選手権
| UEFA欧州選手権 | UEFA欧州選手権     | UEFA欧州選手権 | UEFA欧州選手権 | UEFA欧州選手権 | UEFA欧州選手権 | UEFA欧州選手権 | UEFA欧州選手権 |      | UEFA欧州選手権・予選 | UEFA欧州選手権・予選 | UEFA欧州選手権・予選 | UEFA欧州選手権・予選 | UEFA欧州選手権・予選 | UEFA欧州選手権・予選 |
| 開催国／年     | 結果               | 試合           | 勝利           | 引分           | 敗戦           | 得点           | 失点           | 試合 | 勝利                 | 引分                 | 敗戦                 | 得点                 | 失点                 |                      |
| -------------- | ------------------ | -------------- | -------------- | -------------- | -------------- | -------------- | -------------- | ---- | -------------------- | -------------------- | -------------------- | -------------------- | -------------------- | -------------------- |
| 1960           | 予選敗退           | 予選敗退       | 予選敗退       | 予選敗退       | 予選敗退       | 予選敗退       | 予選敗退       | 2    | 1                    | 0                    | 1                    | 2                    | 4                    |                      |
| 1964           | 予選敗退           | 予選敗退       | 予選敗退       | 予選敗退       | 予選敗退       | 予選敗退       | 予選敗退       | 6    | 2                    | 2                    | 2                    | 9                    | 12                   |                      |
| 1968           | 予選敗退           | 予選敗退       | 予選敗退       | 予選敗退       | 予選敗退       | 予選敗退       | 予選敗退       | 6    | 2                    | 1                    | 3                    | 5                    | 8                    |                      |
| 1972           | 予選敗退           | 予選敗退       | 予選敗退       | 予選敗退       | 予選敗退       | 予選敗退       | 予選敗退       | 6    | 0                    | 1                    | 5                    | 3                    | 17                   |                      |
| 1976           | 予選敗退           | 予選敗退       | 予選敗退       | 予選敗退       | 予選敗退       | 予選敗退       | 予選敗退       | 6    | 3                    | 1                    | 2                    | 11                   | 5                    |                      |
| 1980           | 予選敗退           | 予選敗退       | 予選敗退       | 予選敗退       | 予選敗退       | 予選敗退       | 予選敗退       | 8    | 2                    | 3                    | 3                    | 9                    | 8                    |                      |
| 1984           | 予選敗退           | 予選敗退       | 予選敗退       | 予選敗退       | 予選敗退       | 予選敗退       | 予選敗退       | 8    | 4                    | 1                    | 3                    | 20                   | 10                   |                      |
| 1988           | グループリーグ敗退 | 3              | 1              | 1              | 1              | 2              | 2              | 8    | 4                    | 3                    | 1                    | 10                   | 5                    |                      |
| 1992           | 予選敗退           | 予選敗退       | 予選敗退       | 予選敗退       | 予選敗退       | 予選敗退       | 予選敗退       | 6    | 2                    | 4                    | 0                    | 13                   | 6                    |                      |
| 1996           | 予選敗退           | 予選敗退       | 予選敗退       | 予選敗退       | 予選敗退       | 予選敗退       | 予選敗退       | 11   | 5                    | 2                    | 4                    | 17                   | 13                   |                      |
| 2000           | 予選敗退           | 予選敗退       | 予選敗退       | 予選敗退       | 予選敗退       | 予選敗退       | 予選敗退       | 10   | 5                    | 3                    | 2                    | 15                   | 7                    |                      |
| 2004           | 予選敗退           | 予選敗退       | 予選敗退       | 予選敗退       | 予選敗退       | 予選敗退       | 予選敗退       | 8    | 3                    | 2                    | 3                    | 10                   | 11                   |                      |
| 2008           | 予選敗退           | 予選敗退       | 予選敗退       | 予選敗退       | 予選敗退       | 予選敗退       | 予選敗退       | 12   | 4                    | 5                    | 3                    | 17                   | 14                   |                      |
| 2012           | グループリーグ敗退 | 3              | 0              | 0              | 3              | 1              | 9              | 12   | 7                    | 4                    | 1                    | 20                   | 8                    |                      |
| 2016           | ベスト16           | 4              | 1              | 1              | 2              | 3              | 6              | 12   | 6                    | 4                    | 2                    | 22                   | 8                    |                      |
| 2021           | 予選敗退           | 予選敗退       | 予選敗退       | 予選敗退       | 予選敗退       | 予選敗退       | 予選敗退       | 9    | 3                    | 5                    | 1                    | 7                    | 6                    |                      |
| 2024           | 予選敗退           | 予選敗退       | 予選敗退       | 予選敗退       | 予選敗退       | 予選敗退       | 予選敗退       | 8    | 2                    | 0                    | 6                    | 9                    | 10                   |                      |
| 合計           | 3/16               | 10             | 2              | 2              | 6              | 6              | 17             | 139  | 54                   | 41                   | 44                   | 198                  | 151                  |                      |

## 歴代監督
- ジョニー・ジャイルズ 1973-1980
- エオイン・ハンド 1980-1985
- ジャッキー・チャールトン 1986-1995
- ミック・マッカーシー 1996-2002
- ドン・ギヴンズ 2002
- ブライアン・ケアー 2003-2005
- スティーヴ・ストーントン 2006-2007
- ドン・ギヴンズ 2007-2008
- ジョバンニ・トラパットーニ 2008-2013
- マーティン・オニール 2013-2018
- ミック・マッカーシー 2018-2020
- スティーヴン・ケニー 2020-2024
- ヘイミル・ハルグリムソン 2024-

## 歴代選手

### 主要大会のメンバー
| - FIFAワールドカップ - 1990 FIFAワールドカップ参加チーム - 1994 FIFAワールドカップ参加チーム - 2002 FIFAワールドカップ参加チーム | - UEFA欧州選手権 - UEFA EURO 1988参加チーム - UEFA EURO 2012参加チーム - UEFA EURO 2016参加チーム |

### 主な代表選手
| GK - パット・ボナー - シェイ・ギヴン - ダレン・ランドルフ - クィービーン・ケレハー | DF - デヴィッド・オレアリー - クリス・ヒュートン - ミック・マッカーシー - ケヴィン・モーラン - ポール・マグラー - デニス・アーウィン - スティーヴ・ストーントン - ケニー・カニンガム - スティーヴ・フィナン - スティーヴン・カー - イアン・ハート - リチャード・ダン - ジョン・オシェイ - スティーヴン・ウォード - シェイマス・コールマン - シェイン・ダフィー - マット・ドハーティ - ダレン・オディー | MF - ジョニー・ジャイルズ - リアム・ブレイディ - ロニー・ウィーラン - レイ・ホートン - アンディ・タウンゼンド - ジェイソン・マカティア - ロイ・キーン - ロリー・デラップ - マット・ホランド - ケヴィン・キルバーン - ダミアン・ダフ - グレン・ウィーラン - エイダン・マクギーディ - ジェームズ・マクレーン - ジェームス・マッカーシー - ロビー・ブレイディ - ジェフ・ヘンドリック | FW - ドン・ギヴンズ - フランク・ステープルトン - ジョン・オルドリッジ - トニー・カスカリーノ - ナイアル・クイン - デヴィッド・コノリー - ロビー・キーン - ケヴィン・ドイル - シェーン・ロング - エヴァン・ファーガソン |

## 歴代記録
| 位 | 選手                     | 試合数 | 得点数 | 期間      |
| -- | ------------------------ | ------ | ------ | --------- |
| 1  | ロビー・キーン           | 146    | 68     | 1998-2016 |
| 2  | シェイ・ギヴン           | 134    | 0      | 1996-2016 |
| 3  | ジョン・オシェイ         | 118    | 3      | 2001-2018 |
| 4  | ケヴィン・キルバーン     | 110    | 8      | 1997-2011 |
| 5  | スティーヴ・ストーントン | 102    | 7      | 1988-2002 |
| 6  | ダミアン・ダフ           | 100    | 8      | 1998-2012 |
| 7  | ジェームズ・マクレーン   | 95     | 11     | 2012-     |
| 8  | エイダン・マクギーディ   | 93     | 5      | 2004-2017 |
| 9  | ナイアル・クイン         | 91     | 21     | 1986-2002 |
| 9  | グレン・ウィーラン       | 91     | 2      | 2008-2019 |
| 11 | トニー・カスカリーノ     | 88     | 19     | 1986-2000 |
| 11 | シェーン・ロング         | 88     | 17     | 2007-     |

| 位 | 選手                     | 得点数 | 試合数 | 期間      |
| -- | ------------------------ | ------ | ------ | --------- |
| 1  | ロビー・キーン           | 68     | 146    | 1998-2016 |
| 2  | ナイアル・クイン         | 21     | 91     | 1986-2002 |
| 3  | フランク・ステープルトン | 20     | 71     | 1976-1990 |
| 4  | ドン・ギヴンズ           | 19     | 56     | 1969-1981 |
| 4  | トニー・カスカリーノ     | 19     | 88     | 1985-1999 |
| 4  | ジョン・オルドリッジ     | 19     | 69     | 1986-1996 |
| 7  | シェーン・ロング         | 17     | 88     | 2007-     |
| 8  | ノエル・キャントウェル   | 14     | 36     | 1954-1967 |
| 8  | ケヴィン・ドイル         | 14     | 62     | 2006-2017 |
| 8  | ジョン・ウォルターズ     | 14     | 54     | 2010-2018 |